# N2-Méthylguanosine
La N2-méthylguanosine (m2G) est un nucléoside dont la base nucléique est la N2-méthylguanine, un dérivé méthylé de la guanine, l'ose étant le β-D-ribofuranose. Elle est présente naturellement dans certains ARN de transfert, ARN ribosomiques et petits ARN nucléaires ; un résidu de m2G se trouve par exemple en position 10 de l'ARNtPhe, entre le bras accepteur et le bras du dihydrouracile :

ARNt de phénylalanine chez la levure. La N2-méthylguanosine est notée m2G.